# Judith González
Judith Carla González Jaque (ur. 14 grudnia 1993) – chilijska judoczka. 
Startowała w Pucharze Świata w latach 2014–2020, 2022 i 2023. Siódma na igrzyskach panamerykańskich w 2015. Wicemistrzyni igrzysk Ameryki Południowej w 2022 i piąta w 2014. Brązowa medalistka igrzysk boliwaryjskich w 2022, a także mistrzostw Ameryki Południowej w 2018 roku.